# Panicum filifolium
Panicum filifolium är en gräsart som beskrevs av Clayton. Panicum filifolium ingår i släktet vipphirser, och familjen gräs. Inga underarter finns listade i Catalogue of Life.